# Magalia
Magalia és una concentració de població designada pel cens dels Estats Units a l'estat de Califòrnia. Segons el cens del 2009 tenia 11.551 habitants.

## Demografia
Segons el cens del 2000, Magalia tenia 10.569 habitants, 4.395 habitatges, i 3.199 famílies. La densitat de població era de 290 habitants/km².
Dels 4.395 habitatges en un 24,3% hi vivien nens de menys de 18 anys, en un 59,8% hi vivien parelles casades, en un 9% dones solteres, i en un 27,2% no eren unitats familiars. En el 22,3% dels habitatges hi vivien persones soles el 12,7% de les quals corresponia a persones de 65 anys o més que vivien soles. El nombre mitjà de persones vivint en cada habitatge era de 2,38 i el nombre mitjà de persones que vivien en cada família era de 2,73.
Per edats la població es repartia de la següent manera: un 21,9% tenia menys de 18 anys, un 5,4% entre 18 i 24, un 20,7% entre 25 i 44, un 24,6% de 45 a 60 i un 27,5% 65 anys o més.
L'edat mediana era de 47 anys. Per cada 100 dones de 18 o més anys hi havia 92,4 homes.
La renda mediana per habitatge era de 32.337 $ i la renda mediana per família de 38.654 $. Els homes tenien una renda mediana de 36.909 $ mentre que les dones 21.892 $. La renda per capita de la població era de 16.904 $. Entorn del 9,2% de les famílies i el 12,7% de la població estaven per davall del llindar de pobresa.

## Poblacions més properes
El següent diagrama mostra les poblacions més properes.